# Ryszard Stocki
Ryszard Stocki (ur. 14 maja 1960 w Krakowie) – psycholog, doradca, doktor habilitowany. Współzałożyciel Towarzystwa Doradczego, zajmującego się wdrażaniem systemów pełnej partycypacji w zarządzaniu.

## Życiorys
Absolwent psychologii oraz anglistyki Uniwersytetu Jagiellońskiego. Doktorat z psychologii uzyskał w roku 1992, habilitował się w roku 2007. Prowadzi badania z zakresu poznania organizacyjnego i partycypacji. Jest członkiem European Federation of Employee Stockownership oraz International Association for Economic Participation.
Był doradcą NSZZ „Solidarność” oraz Katolickiego Instytutu Zarządzania. Pracował dla wielu organizacji, w tym dla dużych korporacji takich jak Siemens, BASF, BP Polska i organizacji pozarządowych jak Towarzystwo Pomocy Świętego Brata Alberta, Federacja Polskich Banków Żywności. Był inicjatorem badań przedsiębiorstw pod kątem respektowania godności pracowników – Firma Przychylna Ludziom – organizowanych corocznie przez NSZZ „Solidarność” w latach 1999–2001. Jest orędownikiem  kształcenia działaczy związków zawodowych w zakresie podstaw biznesu. W 2003 zainicjował konkurs Lider Zarządzania CXO, wyłaniający najlepsze przedsiębiorstwa rozwijające się w sposób zrównoważony. Wraz z kierowanym przez siebie zespołem, na zlecenie Fundacji Stefana Batorego zbudował narzędzie diagnozy dojrzałości organizacji pozarządowych – Non-Profit Index.
Jest zwolennikiem profesjonalizacji zarządzania w organizacjach pozarządowych, dla których napisał podręcznik „Zarządzanie dobrami”. Jest twórcą koncepcji diagnozy organizacji opartej na standardach normatywnych „zdrowia organizacji”, analogicznych do diagnozy lekarskiej. Koncepcję tę wyłożył w swojej pracy habilitacyjnej pt. „Patologie organizacyjne – diagnoza i interwencja.”  Od wielu lat wprowadza eksperymentalne systemy kształcenia mające na celu upodmiotowić studentów i zachęcić ich do współtworzenia programu studiów. W Instytucie Psychologii uruchomił kilka symulacji edukacyjnych, w których studenci uczą się zarządzania, kierując swoją studencką firmą. Prace te kontynuuje w ramach międzynarodowego programu Total Participation Community of Practice.
Ostatnio pracuje nad psychologiczną teorią uczestnictwa, będącą kontynuacją filozoficznej teorii uczestnictwa Karola Wojtyły. Współpracuje z sekcją Managerial and Organizational Cognition American Management Association oraz z Saint Mary's University w Halifax w Kanadzie, gdzie uczestniczy w programie budowy systemu eksperckiego do autodiagnozy spółdzielni w zakresie zarządzania.
W 2022 został odznaczony Krzyżem Wolności i Solidarności.

## Publikacje (wybór)
- 2008: Pełna partycypacja w zarządzaniu. Tajemnica sukcesu największych eksperymentów menedżerskich świata (z Piotrem Prokopowiczem i Grzegorzem Żmudą). Książka opisuje autorską koncepcję uczestnictwa pracowników we wszystkich aspektach zarządzania organizacją.
- 2003: Zarządzanie dobrami[3].